# 한국불교법화종
한국불교 법화종(韓國佛敎法華宗)은 1969년 5월 31일 서울 성북구 삼선동 2가 233 소재 법화사(法華寺)에서 김혜선(金慧宣) 스님이 창종하였으며 법화사상계에 속한 한국불교의 한 종파이다.
석가모니불을 본존불로, 대각국사를 종조로, 《묘법연화경》을 소의경전으로 삼는다. 종지(宗旨)는 구원실성(久遠實成) 본불인 시아본사 석가모니불의 근본교리를 봉지하고 광도중생함에 있다. 《법화경요품》을 종전으로 하고 있다.